# Knightstown (Irlande)
Pour les articles homonymes, voir Knightstown.
Knightstown (en irlandais : Baile an Ridire) est la principale localité de l'île de Valentia (Valentia Island), située en Irlande, plus précisément dans le comté de Kerry.